# 小杉仁三
小杉 仁三（こすぎ じんぞう、1928年11月20日 - 2009年7月20日）は、日本の作曲家、編曲家。
日本クラウンと専属契約していた時期があり、その時期にクラウン以外で活動した際にはありたあきらの別名を使用していた。
2009年7月20日、腎不全のため80歳で死去。

## 主な作曲作品
- 青山ミチ
  - 「叱らないで」（作詞：星野哲郎）

- 小林旭
  - 「デカンショ酒場」（作詞：桑名賢一・榎戸孝雄、桜井稔との共作曲）

- 西郷輝彦
  - 「星と俺とできめたんだ」（作詞：水島哲）
  - 「ハイヤング節」（作詞：星野哲郎）
  - 「星のフィアンセ」（作詞：麻生たかし）
  - 「かもめ」（作詞：小谷夏）

- 美川憲一
  - 「だけどだけどだけど」（作詞：星野哲郎）
  - 「あの娘が好きと云った花」（作詞：水島哲）
  - 「湖畔のホテル」（作詞：水島哲）
  - 「あの星のかなた」（作詞：大矢弘子）
  - 「気ままな女」（作詞：喜多條忠）
  - 「雨の花」（作詞：新本創子）

- 由美かおる
  - 「銀の長靴」（作詞：関根浩子）

## 主な編曲作品

### あ行
- 秋庭豊とアローナイツ
  - 「港町挽歌」（作曲：杉本真人）
  - 「六日町ブルース」（作曲：山岸之起）

- アローナイツ with 篠路佳子
  - 「札幌ラブ・ストーリー」（作曲：望月吾郎）

- ヴィレッジ・シンガーズ
  - 「泣きながら恋をした頃」（作曲：浜口庫之助、「ありたあきら」名義）
  - 「悲しい星空」（作曲：中村泰士、「ありたあきら」名義）

- 内山田洋とクール・ファイブ
  - 「晩夏」（作曲：野々卓也）
  - 「北ホテル」（作曲：猪俣公章）

### か行
- 加藤和彦
  - 「僕のおもちゃ箱」（作曲：加藤和彦、「ありたあきら」名義）
- 加藤登紀子
  - 「あなたに捧げる歌」（作曲：加藤登紀子）

- 北川大介
  - 「前橋ブルース」（作曲：中川博之）

- 杏真理子
  - 「雪わり草」（作曲：藤本卓也）
  - 「地下鉄のスー」（作曲：彩木雅夫）

- 小林旭
  - 「恋の山手線」（作曲：浜口庫之助）
  - 「口笛の凍る町」（作曲：米山正夫）
  - 「無国籍者の唄」（作曲：米山正夫）
  - 「旅心」（作曲：野田ひさ志）
  - 「月に吠える唄」（作曲：叶弦大）
  - 「霧の都会」（作曲：叶弦大）
  - 「赤いトラクター」（作曲：米山正夫）
  - 「漁港列島」（作曲：米山正夫）

### さ行
- 西郷輝彦
  - 「ジングルベル」（作曲：J.Pierpont）
  - 「涙をありがとう」（作曲：米山正夫）
  - 「始めからもういちど」（作曲：米山正夫）
  - 「星娘」（作曲：浜口庫之助）
  - 「泣きたいときは泣き給え」（作曲：米山正夫）
  - 「星のフラメンコ」（作曲：浜口庫之助）
  - 「傷だらけの天使」（作曲：銀川晶子）
  - 「恋人をさがそう」（作曲：米山正夫）
  - 「世界の国からこんにちは」（作曲：中村八大）
  - 「願い星叶い星」（作曲：浜口庫之助）
  - 「この雨の中を」（作曲：米山正夫）
  - 「君でいっぱい」（作曲：米山正夫）
  - 「虹を買おう」（作曲：米山正夫）
  - 「そのなかのひとり」（作曲：米山正夫）
  - 「運命のひと」（作曲：北原じゅん）
  - 「三日月のバロック」（作曲：米山正夫）
  - 「海はふりむかない」（作曲：中川博之）
  - 「君こそライオンズ」（作曲：中村八大）

- 坂本冬美
  - 「祝い酒」（作曲：猪俣公章）
  - 「雨あがり」（作曲：猪俣公章）

- 佐良直美
  - 「生きてるって素晴らしい」（作曲：浜口庫之助）

- 水前寺清子
  - 「その一言を待ってます」（作曲：米山正夫）
  - 「いつでも君は」（作曲：米山正夫）
  - 「神様の恋人」（作曲：鈴木邦彦）
  - 「三百六十五歩のマーチ」（作曲：米山正夫）
  - 「真実一路のマーチ」（作曲：米山正夫）
  - 「ありがとうの歌」（作曲：叶弦大）
  - 「だめでもともと」（作曲：米山正夫）
  - 「ねんがら子守唄」（作曲：安藤実親）
  - 「浪花太鼓」（作曲：米山正夫）
  - 「おどんが国は」（作曲：米山正夫）
  - 「この手にとまれ」（作曲：市川昭介）
  - 「昭和放浪記」（作曲：小林亜星）
  - 「指言葉の歌」（作曲：鈴木邦彦）
  - 「かあさん」（作曲：小林亜星）
  - 「ハナハナハナ」（作曲：米山正夫）
  - 「君は青空を見たか」（作曲：米山正夫）
  - 「明日がござる」（作曲：米山正夫）
  - 「しあわせ橋」（作曲：米山正夫）
  - 「船橋手拍子音頭」（作曲：市川昭介）
  - 「夢一番」（作曲：安藤実親）
  - 「オアシス音頭」（作曲：市川昭介）
  - 「曼陀羅華」（作曲：池浦利彦）
  - 「人生一路」（作曲：安藤実親）
  - 「結婚行進曲」（作曲：吉田正）
  - 「自慢じゃないが女だよ」（作曲：中山大三郎）
  - 「関東春雨傘」（作曲：米山正夫）

### た行
- ちあきなおみ
  - 「しのび逢う恋」（作曲：浜口庫之助）
  - 「今日で終って」（作曲：彩木雅夫）
  - 「恋した女」（作曲：彩木雅夫）

### な行
- 中条きよし
  - 「風が泣くとき」（作曲：北林研一）

- 新沼謙治
  - 「北の故郷」（作曲：伊藤雪彦）

- にしきのあきら
  - 「空に太陽がある限り」（作曲：浜口庫之助）
  - 「熱い涙」（作曲：浜口庫之助）
  - 「心に火をつけて」（作曲：浜口庫之助）
  - 「嵐の夜」（作曲：浜口庫之助）

### は行
- ザ・フォーク・クルセダーズ
  - 「イムジン河」（作曲：高宗漢、補作曲：加藤和彦、「ありた・あきら」名義）
  - 「悲しくてやりきれない」（作曲：加藤和彦、「ありたあきら」名義）

- 藤圭子
  - 「命火」（作曲：石坂まさを）

- 細川たかし
  - 「北の旅愁」（作曲：猪俣公章）
  - 「港夜景」（作曲：大野弘也）
  - 「ゆきずり」（作曲：森山慎也）
  - 「ほたる草」（作曲：森山慎也）

### ま行
- 美川憲一
  - 「柳ヶ瀬ブルース」（作曲：宇佐英雄）
  - 「柳ヶ瀬の女」（作曲：宇佐英雄）
  - 「まぼろしのブルース」（作曲：宇佐英雄）
  - 「ネオン化粧」（作曲：米山正夫）
  - 「新潟ブルース」（作曲：山岸英樹・中川博之）
  - 「おんなの朝」（作曲：米山正夫）
  - 「おんな町」（作曲：米山正夫）
  - 「想い出おんな」（作曲：米山正夫）
  - 「お金をちょうだい」（作曲：中川博之）
  - 「うらぎりの町」（作曲：米山正夫）
  - 「一番列車の女」（作曲：彩木雅夫）
  - 「聞かせてほしい」（作曲：山川はじめ）
  - 「裁き」（作曲：米山正夫）
  - 「三面記事の女」（作曲：米山正夫）
  - 「ナナと云う女」（作曲：中川博之）
  - 「小雨のブルース」（作曲：叶弦大）
  - 「女が靴下をぬぐとき」（作曲：米山正夫）
  - 「さだめ川」（作曲：宇佐英雄）
  - 「双子座生まれ」（作曲：中川博之）

- モコ・ビーバー・オリーブ
  - 「わすれたいのに」（作曲：バリー・マン、「ありたあきら」名義）

- 森進一
  - 「さざんか」（作曲：猪俣公章）
  - 「それは恋」（作曲：猪俣公章）

- 森昌子
  - 「あなたを待って三年三月」（作曲：新井利昌）
  - 「夕笛の丘」（作曲：新井利昌）
  - 「ためいき橋」（作曲：市川昭介）
  - 「故郷ごころ」（作曲：市川昭介）

### や行以降
- 由美かおる
  - 「みんなあげましょう」（作曲：浜口庫之助）
  - 「わたしの願い」（作曲：米山正夫）
  - 「デートの日記」（作曲：叶弦大）

### テレビアニメ
- ドロロンえん魔くん（1973年）
  - 「ドロロンえん魔くん」
  - 「妖怪にご用心」

（いずれも作曲:小林亜星）
（歌・作詞：中山千夏）